# Para Viver um Grande Amor (livro)
Para Viver um Grande Amor é um livro de Vinícius de Moraes lançado em 1962, contendo crônicas e poemas..
Este livro tem o mesmo título de uma das mais celebradas canções de Vinicius.